# Primula smithiana
Primula smithiana är en viveväxtart som beskrevs av William Grant Craib. Primula smithiana ingår i släktet vivor, och familjen viveväxter. Inga underarter finns listade i Catalogue of Life.